# Схуг

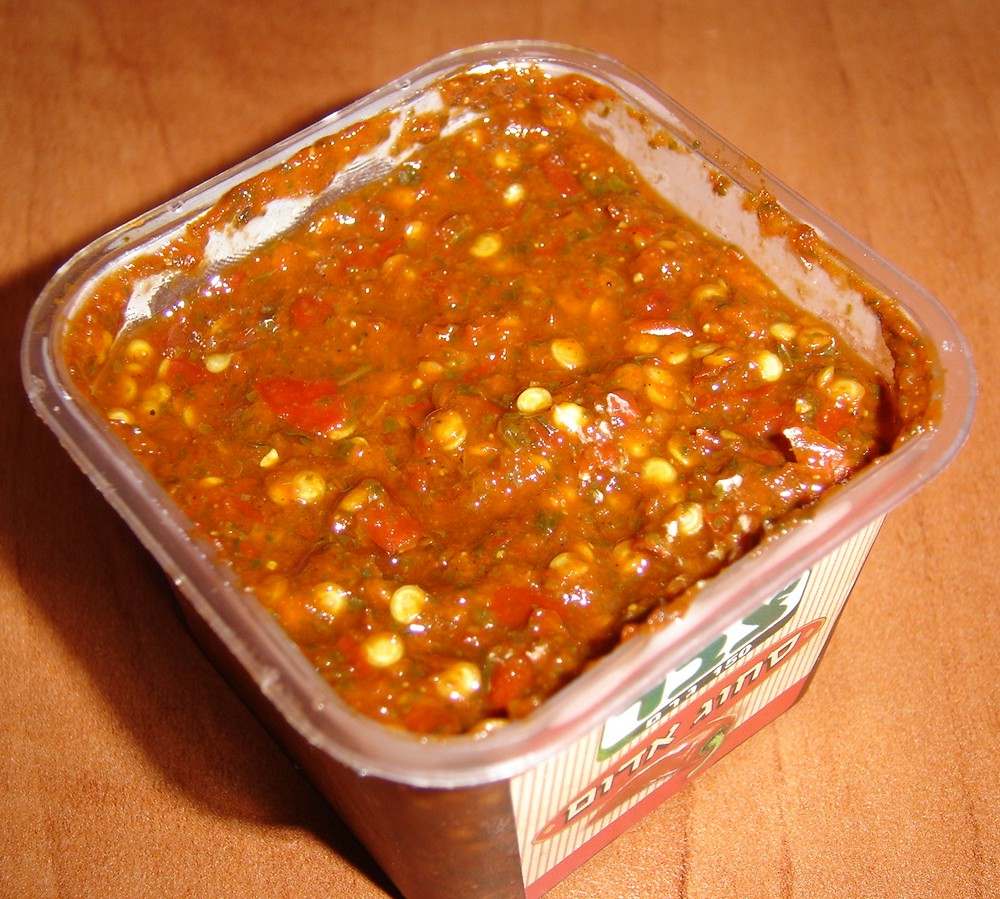
Схуг коммерческого приготовления

Схуг (араб. سحوق‎ схуг, зхуг, схук, зхук или араб. سحاوق‎ сахавег, захавег, сахавек, ивр. סחוג или זחוק‎ схуг, зхук) — йеменский острый соус на основе острого перца, чеснока и дополнительных приправ. В Йемене может называться также «бисбас» (араб. بسباس‎), в других странах Аравийского полуострова используется также название «маабудж» (араб. معبوج‎).

## Основные разновидности и ингредиенты
Основными разновидностями схуга являются «красный схуг» на основе сушёных стручков красного острого перца и «зелёный схуг» на основе свежих стручков зелёного острого перца. «Коричневый схуг» представляет из себя смесь зелёного схуга с тёртыми помидорами.
Помимо перетёртого или измельчённогo перца, из которого не удаляются зёрнышки, в состав схуга обычно входят чеснок, кориандр (или мята), растительное масло, соль, лимонный сок и дополнительные пряности, как то: гвоздика, кумин (камун, зира), чёрный перец и кардамон (хель).
В Йемене в качестве ингредиентов схуга также могут добавляться местные ароматные травы, в том числе Pulicaria jaubertii рода Блошница.

## Распространение и использование

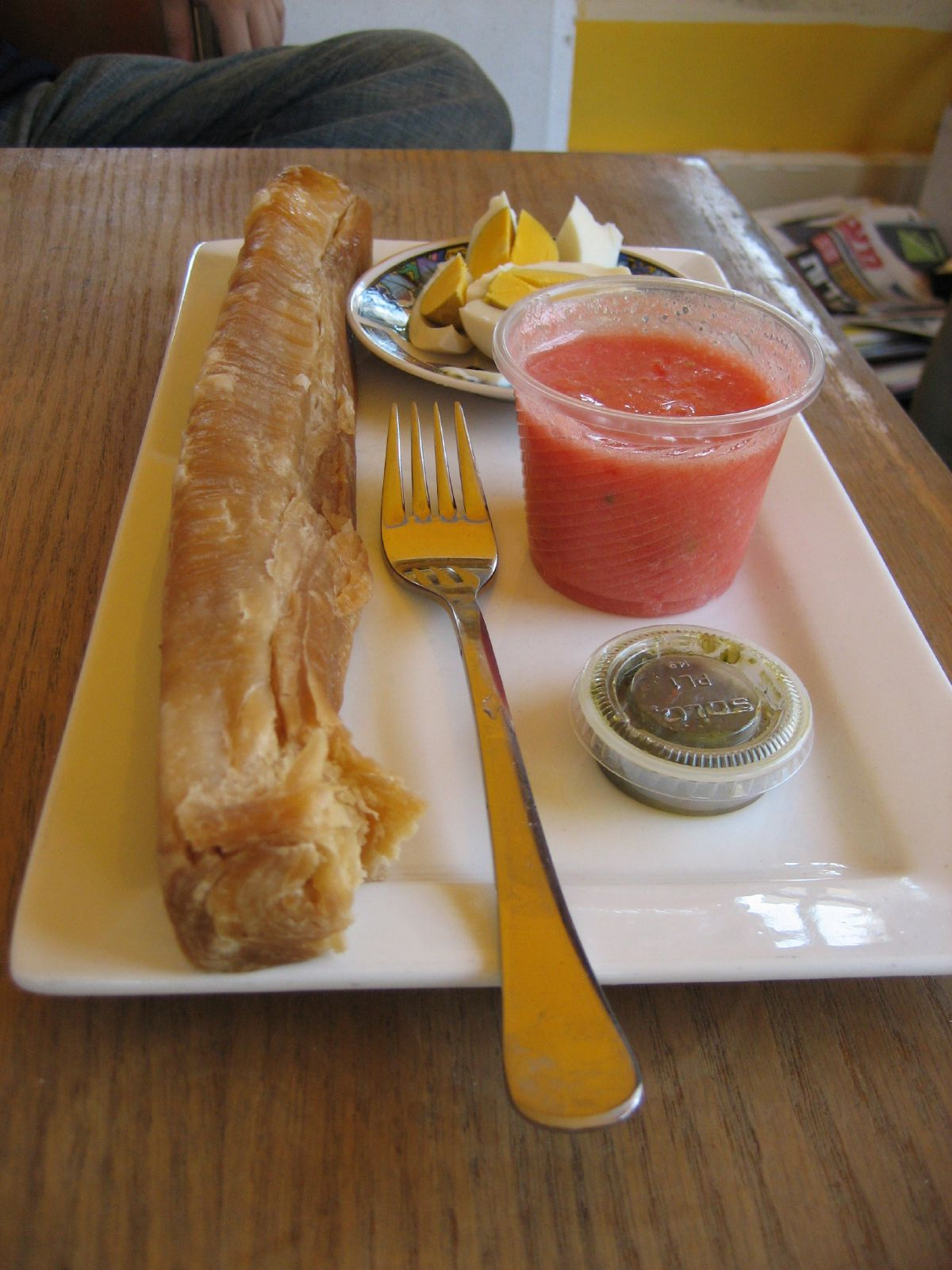
Джахнун, поданный со схугом, соусом из измельчённых помидоров и яйцом

В Йемене схуг используется в качестве соуса и в качестве приправы к другим блюдам для придания блюдам остроты и аромата. Помимо прочего, схугом также традиционно приправляют сальту (араб. سلتة‎) — рагу на основе мясного бульона, называемое национальным блюдом Йемена.
Схуг также смешивают с белым или копчёным йеменским сыром: образовавшееся блюдо называется сахавек-сыр (араб. سحاوق جبن‎), и оно похоже на египетский миш, однако в то время как миш обычно фасуется на блоки, сахавек-сыр подаётся в сильно измельчённой жидковатой форме.
В Йемене со схуга часто начинается сухур — ранний утренний приём пищи в ходе месяца рамадан.
Из Йемена схуг распространился по странам Ближнего Востока. Особое распространение схуг получил в Израиле, куда был завезён йеменскими евреями, в среде которых схуг был широко распространённой приправой.
Схуг стал широко популярен как в качестве приправы, так и в качестве намазки, используемой наравне с хумусом и тахини для смазывания внутренней части полой лепёшки питы, наполняемой нутовыми шариками фалафеля или шаурмой (в этой функции схуг обычно попросту называется в Израиле хари́ф — дословно «острый», ивр. חריף‎).
Схуг также часто подаётся с традиционными йеменскими блюдами из слоёного теста: джахнуном и малауахом.

## Приготовление
Традиционно схуг изготовлялся перетиранием перца посредством камня на плоской каменной поверхности. Отсюда вероятно и происхождение названия соуса (от араб. سحق‎ раздавливать).
Ныне обычно изготовляется путём перетирания ингредиентов в каменной ступке или в блендере.